# Русько (Західнопоморське воєводство)
Русько (пол. Rusko) — село в Польщі, у гміні Дарлово Славенського повіту Західнопоморського воєводства.
Населення — 245 осіб (2011).
У 1975-1998 роках село належало до Кошалінського воєводства.

## Демографія
Демографічна структура станом на 31 березня 2011 року:
|          | Загалом | Допрацездатний вік | Працездатний вік | Постпрацездатний вік |
| -------- | ------- | ------------------ | ---------------- | -------------------- |
| Чоловіки | 114     | 21                 | 86               | 7                    |
| Жінки    | 131     | 20                 | 87               | 24                   |
| Разом    | 245     | 41                 | 173              | 31                   |